# 38e Film Independent Spirit Awards
De uitreiking van de 38e Film Independent Spirit Awards vond plaats op 4 maart 2023 in Santa Monica tijdens een ceremonie die werd gepresenteerd door Hasan Minhaj. De genomineerden voor film werden bekendgemaakt door Raúl Castillo en Taylour Paige op 22 november 2022. De nominaties voor televisie werden op 13 december bekendgemaakt door Asia Kate Dillon.
In augustus 2022 werd aangekondigd dat de acteercategorieën van de Spirit Awards voortaan genderneutraal zijn. Als gevolg van de stijgende productiekosten werd het budgetplafond voor inzendingen verhoogd naar $30 miljoen (was $22,5 miljoen), het plafond voor de John Cassavetes Award werd verdubbeld naar een miljoen dollar.

## Winnaars en genomineerden
De winnaars staan bovenaan in vet lettertype.

### Beste film
- Everything Everywhere All at Once
  - Bones and All
  - Our Father, the Devil
  - Tár
  - Women Talking

### Beste debuutfilm
- Aftersun
  - Emily the Criminal
  - The Inspection
  - Murina
  - Palm Trees and Power Lines

### Beste regisseur
- Daniel Kwan en Daniel Scheinert - Everything Everywhere All at Once
  - Todd Field - Tár
  - Kogonada - After Yang
  - Sarah Polley - Women Talking
  - Halina Reijn - Bodies Bodies Bodies

### Beste script
- Everything Everywhere All at Once - Daniel Kwan en Daniel Scheinert
  - After Yang - Kogonada
  - Catherine Called Birdy - Lena Dunham
  - Tár - Todd Field
  - Women Talking - Sarah Polley

### Beste eerste script
- Emily the Criminal - John Patton Ford
  - Bodies Bodies Bodies - Sarah DeLappe en Kristen Roupenian
  - Emergency - K.D. Dávila
  - Fire Island - Joel Kim Booster
  - Palm Trees and Power Lines - Jamie Dack en Audrey Findlay

### Beste hoofdrol
- Michelle Yeoh - Everything Everywhere All at Once
  - Cate Blanchett - Tár
  - Dale Dickey - A Love Song
  - Mia Goth - Pearl
  - Regina Hall - Honk for Jesus. Save Your Soul.
  - Paul Mescal - Aftersun
  - Aubrey Plaza - Emily the Criminal
  - Jeremy Pope - The Inspection
  - Andrea Riseborough - To Leslie
  - Taylor Russell - Bones and All

### Beste bijrol
- Ke Huy Quan - Everything Everywhere All at Once
  - Jamie Lee Curtis - Everything Everywhere All at Once
  - Brian Tyree Henry - Causeway
  - Nina Hoss - Tár
  - Brian d'Arcy James - The Cathedral
  - Trevante Rhodes - Bruiser
  - Theo Rossi - Emily the Criminal
  - Mark Rylance - Bones and All
  - Jonathan Tucker - Palm Trees and Power Lines
  - Gabrielle Union - The Inspection

### Beste doorbraakrol
- Stephanie Hsu - Everything Everywhere All at Once
  - Frankie Corio - Aftersun
  - Gracija Filipović - Murina
  - Lily McInerny - Palm Trees and Power Lines
  - Daniel Zolghadri - Funny Pages

### Beste cinematografie
- Tár - Florian Hoffmeister
  - Aftersun - Gregory Oke
  - Murina - Hélène Louvart
  - Pearl - Eliot Rockett
  - Neptune Frost - Anisia Uzeyman

### Beste montage
- Everything Everywhere All at Once - Paul Rogers
  - Aftersun - Blair McClendon
  - The Cathedral - Ricky D'Ambrose
  - Marcel the Shell with Shoes On - Dean Fleischer Camp en Nick Paley
  - Tár - Monika Willi

### Beste internationale film
- Joyland, Pakistan en Verenigde Staten - Saim Sadiq
  - Corsage, Oostenrijk, Luxemburg, Frankrijk, België, Italië en Verenigd Koninkrijk - Marie Kreutzer
  - Leonor Will Never Die, Filipijnen - Martika Ramirez Escobar
  - Return to Seoul, Zuid-Korea, Frankrijk, België en Roemenië - Davy Chou
  - Saint Omer, Frankrijk - Alice Diop

### Beste documentaire
- All the Beauty and the Bloodshed
  - All That Breathes
  - A House Made of Splinters
  - Midwives
  - Riotsville, U.S.A.

### John Cassavetes Award
Deze prijs is voor de beste film gemaakt voor minder dan $1.000.000.
- The Cathedral
  - The African Desperate
  - Holy Emy
  - A Love Song
  - Something in the Dirt

### Robert Altman Award
Deze prijs voor beste ensemble wordt gegeven aan de regisseur, de casting director en de cast.
- Women Talking
  - Regisseur: Sarah Polley
  - Casting directors: John Buchan en Jason Knight
  - Cast: Shayla Brown, Jessie Buckley, Claire Foy, Kira Guloien, Kate Hallett, Judith Ivey, Rooney Mara, Sheila McCarthy, Frances McDormand, Michelle McLeod, Liv McNeil, Ben Whishaw en August Winter

### Beste nieuwe ongescripte- of documentaireserie
- The Rehearsal
  - Children of the Underground
  - Mind Over Murder
  - Pepsi, Where's My Jet?
  - We Need to Talk About Cosby

### Beste nieuwe gescripte serie
- The Bear
  - Pachinko
  - The Porter
  - Severance
  - Station Eleven

### Beste hoofdrol in een nieuwe gescripte serie
- Quinta Brunson - Abbott Elementary
  - Aml Ameen - The Porter
  - Mohammed Amer - Mo
  - Bridget Everett - Somebody Somewhere
  - KaMillion - Rap Sh!t
  - Melanie Lynskey - Yellowjackets
  - Himesh Patel - Station Eleven
  - Sue Ann Pien - As We See It
  - Adam Scott - Severance
  - Ben Whishaw - This Is Going to Hurt

### Beste bijrol in een nieuwe gescripte serie
- Ayo Edibiri - The Bear
  - Danielle Deadwyler - Station Eleven
  - Jeff Hiller - Somebody Somewhere
  - Gbemisola Ikumelo - A League of Their Own
  - Janelle James - Abbott Elementary
  - Ebon Moss-Bachrach - The Bear
  - Frankie Quiñones - This Fool
  - Sheryl Lee Ralph - Abbott Elementary
  - Molly Shannon - I Love That For You
  - Tramell Tillman - Severance

### Beste cast in een serie
- Pachinko
  - Cast: Soji Arai, Jin Ha, Inji Jeong, Minha Kim, Kaho Minami, Lee Minho, Steve Sanghyun Noh, Anna Sawai, Jimmi Simpson en Yu-jung Youn

## Films en series met meerdere nominaties
De volgende films en series ontvingen meerdere nominaties:
| Nominaties | Film                              | Awards |
| ---------- | --------------------------------- | ------ |
| 8          | Everything Everywhere All at Once | 7      |
| 7          | Tár                               | 1      |
| 5          | Aftersun                          | 1      |
| 4          | Emily the Criminal                | 1      |
| 4          | The Inspection                    |        |
| 4          | Palm Trees and Power Lines        |        |
| 4          | Women Talking                     | 1      |
| 3          | Bones and All                     |        |
| 3          | The Cathedral                     | 1      |
| 3          | Murina                            |        |
| 2          | After Yang                        |        |
| 2          | Bodies Bodies Bodies              |        |
| 2          | Holy Emy                          |        |
| 2          | Honk for Jesus. Save Your Soul.   |        |
| 2          | A Love Song                       |        |
| 2          | Pearl                             |        |
| Nominaties | Serie                             | Awards |
| 3          | Abbott Elementary                 | 1      |
| 3          | The Bear                          | 2      |
| 3          | Severance                         |        |
| 3          | Station Eleven                    |        |
| 2          | Pachinko                          | 1      |
| 2          | The Porter                        |        |
| 2          | Somebody Somewhere                |        |